# Iglesia de San Francisco de Asís (Guadalajara de Buga)
La Iglesia de San Francisco de Asís es una iglesia católica colombiana localizada en Guadalajara de Buga (Valle del Cauca) bajo la advocación de San Francisco de Asís que pertenece a la jurisdicción eclesiástica de la diócesis de Buga. Entre los nombres que ha recibido figuran Capilla de Jesús de Nazaret, Capilla del Colegio de los Jesuitas y Ermita de Jesús Nazareno. Se encuentra localizada en el cruce de la calle 5a. (Calle de San Francisco) con Carrera 14 (Calle de la Ermita o Calle del 20 de julio), a una manzana de la Catedral de San Pedro Apóstol y una más de la Basílica Menor del Señor de los Milagros, en la Zona 1 (Area Fundacional) del centro histórico de Buga.
Se trata de una sencilla iglesia de una sola nave construida en piedra labrada, con coro y balcón. Por encima de la entrada principal hay una ventana protegida con una reja de hierro cuya función es iluminar al coro; en frente de dicha entrada, en la fachada principal, se encuentra una pequeña plazoleta en piedra, desde la cual se accede a un convento antiguo y un corredor, que lleva a la entrada lateral y posteriormente a la sacristía. Además, desde el corredor se accede al segundo piso. Sobre la entrada derecha, llamada del perdón, se encuentra grabado el año de construcción (1745). Es atribuida al jesuita alemán Simón Schenherr, afectada por un sismo en 1766, por lo que su frente fue rediseñado en 1870 y posteriormente, el remate de la torre; sin embargo, con la expulsión de los jesuitas, la Capilla de Jesús Nazareno -nombre que recibía hasta entonces-, fue abandonada, y cayó en manos de la Tercera orden de San Francisco, hasta su restauración en 1970, cuando se la entregó a la diócesis de Buga, que la administra desde entonces.